# Movimiento Pedagógico en Colombia
Movimiento Pedagógico en Colombia es un movimiento social y de resistencia que surgió en 1982, gestado por los profesores colombianos y formalizado en el XII Congreso de la Federación Colombiana de Trabajadores de la Educación en Bucaramanga (Santander); presentó como objetivos las reflexiones colectivas sobre la labor del docente, el mejoramiento de la educación por medio de una transformación al quehacer pedagógico y la reivindicación de las condiciones laborales; logrando contribuir: al debate ideológico sobre las funciones del profesor, a la participación de los profesores en la construcción de la ley general de educación y al reconocimiento del profesor como sujeto intelectual, político y social.

## Historia

### Origen
Las acciones que propiciaron este movimiento social fueron:
- La emergencia del movimiento pedagógico engendrada entre los años (1975 y 1980) por grupo de investigación que asumieron una posición crítica a la  Federación Colombiana de Educadores debatiendo no solo la reivindicación laboral sino también la importancia de la evaluación del quehacer pedagógico, poniendo en la mesa de discusión las políticas del Plan de Mejoramiento Cualitativo de la Educación (1974), la Tecnología Educativa (1975) y la reforma curricular (1978); como también la calidad educativa.[5]
- El Primer Simposio Nacional sobre la Enseñanza de las Ciencias (1981), encabezado por un grupo de investigación de la Universidad Nacional de Colombia el cual tenía como coordinador a cargo al profesor Antanas Mockus[6]
- La consecución del estatuto docente el cual fue materializado con el decreto 2277 de 1979 del Ministerio de educación nacional Colombia que aunque no reflejó del todo los requerimientos solicitados por las agremiaciones sindicales si propició el empoderamiento del docente.[7]

### XII Congreso de la Federación Colombiana de Trabajadores de la Educación
Desde este congreso se gestó el primer foro nacional por la defensa de la educación pública realizado en Bogotá en el mes de septiembre de 1984 en el cual se logra debatir las ideas del Movimiento Pedagógico; también se gestiona la creación de la revista Educación y Cultura.

## Fundamentos y Propósitos del Movimiento pedagógico
En el primer número de la revista Educación y cultura en 1984 se presentan los fundamentos y propósitos del Movimiento Pedagógico resumidos por Tamayo (2006) así:
- «Aglutinar y elaborar las preocupaciones profesionales del magisterio y sus esfuerzos aislados: en esto consiste, en primera instancia, el movimiento pedagógico».
- «El movimiento pedagógico va más allá de nuestro gremio: concierne y aspira a involucrar amplios sectores sociales».
- «En este campo de fuerzas culturales, los educadores podemos llegar a constituir una de las pocas fuerzas culturales relativamente independientes frente al poder del capital y del estado...es mucho lo que podemos y lo que debemos hacer en el campo de la cultura».
- «Los educadores vamos a pensar colectivamente sobre lo que hacemos y sobre lo que queremos hacer».
- «Corresponde al Movimiento pedagógico precisar y fundamentar -desde el punto de vista de los educadores y de los sectores populares interesados- sus propios criterios de calidad».
- «De todas maneras, para las grandes mayorías, la educación no constituye en este momento ninguna garantía de acceso al empleo. Esto crea condiciones objetivas para replantear con fuerza la pregunta por el sentido político y cultural de la educación».
- «A mediano plazo se trata de gestar Proyectos Pedagógicos Alternos que no nazcan de los escritorios ministeriales sino de la corrección crítica de nuestra propia práctica».
- «FECODE reconoce el carácter amplio y de base que debe tener el Movimiento Pedagógico».[9]

## Miembros relevantes
Algunos de los miembros más destacados del este movimiento son:
- Antanas Mockus ideólogo del movimiento y líder de la reforma académica de la Universidad Nacional de Colombia.[10]
- Abel Rodríguez Céspedes Mentor del Movimiento, sindicalista y docente egresado de la Universidad Pedagógica Nacional.[11]
- Fabio Jurado animador del movimiento y profesor de la Universidad Nacional de Colombia.[12]
- Olga Lucía Zuluaga Garcés investigadora, historiadora y filósofa. Profesora de la Universidad de Antioquia.